# Москва-4
Москва́-4 — советская среднеформатная клапп-камера с сопряжённым дальномером, модификация фотоаппарата «Москва-2». 

Производился с 1955 по 1958 год Красногорским механическим заводом в городе Красногорск Московской области. 

Всего было выпущено 62632 штуки. 

Фотоаппарат «Москва-4» выпускался в двух вариантах. Второй вариант фактически являлся прототипом фотоаппарата «Москва-5».

## Технические характеристики
- Тип применяемого фотоматериала — плёнка типа 120 (рольфильм).
- Размер кадра 6×9 или 6×6 см на плёнке типа 120. Для перехода на размер кадра 6×6 см в фильмовый канал вставляется специальная рамка, входящая в комплект аппарата.
- На плёнке типа 120 получалось 8 кадров размером 6×9 см или 12 кадров размером 6×6 см.
- Корпус изготовлен из стального листа и покрыт дерматином.
- Корпус складной, после откидывания передней панели автоматически с помощью системы рычагов выдвигался мех с оправой объектива и центральным затвором.
- Задняя стенка открывающаяся на петлях.
- Объектив «Индустар-23», фокусное расстояние 110 мм, относительное отверстие 1:4,5, просветление однослойное.
- Диафрагма ирисовая, значения диафрагм 4,5, 5,6, 8, 11, 16, 22, 32.
- Затвор центральный, «Момент-23С». Выдержки от 1 с до 1/250 секунды и «В».
- Синхроконтакт «Х», выдержка синхронизации с фотовспышкой — любая.
- Автоспуск отсутствует.
- Видоискатель оптический складной, несопряжённый с дальномером. Для съёмки на формат 6×6 см в видоискатель вставляется ограничительная рамка.
- Наводка на резкость по дальномеру, сопряжённому с вращением передней линзы объектива, фокусировка от «бесконечности» до 1,5 метров. В конструкции дальномера применён вращающийся оптический клин.
- Взвод затвора и перемотка плёнки раздельные. Перемотка плёнки по цифрам на ракорде рольфильма. На задней стенке камеры имеется два окна с красными светофильтрами.
- Фотоаппарат «Москва-4» имеет блокировку от двойного экспонирования кадра: при спущенном затворе кнопка спуска заблокирована, пока рукоятка перемотки плёнки не будет повернута на определённый угол. Тем не менее, как и в других фотоаппаратах семейства «Москва» многократная экспозиция возможна. Срабатывание затвора вызывается рычажком на оправе объектива.
- На фотоаппарате установлено два штативных гнезда с резьбой 3/8 дюйма для закрепления камеры в вертикальном и горизонтальном положении.

## Галерея
- «Москва-4», выдвинута опора для установки камеры в вертикальном положении
- «Москва-4» в сложенном виде
- «Москва-4» с открытой задней стенкой

## Фотоаппарат «Москва-4» (второй выпуск)
Внешний вид фотоаппарата «Москва-4» второго выпуска практически идентичен внешнему виду фотоаппарата «Москва-5», исключение составляют объектив и затвор, которые унаследованы от фотоаппарата «Москва-4» первого выпуска.